# Albertine Hönig
Albertine Hönig (n. 1901, Sebeș - d. 1980, Stuttgart), a fost o învățătoare, scriitoare de limba germană, originară din Transilvania, România, membră a organizației naziste Volksgruppe din România.
Albertine Hönig, lidera facțiunii de femei a Volksgruppe, a ajutat la ascunderea membrilor armatei germane rămași pe teritoriul României după 23 august 1944.
În 1944 a fost arestată pentru că a ajutat soldați germani să fugă din România, a fost judecată și, în 1945, a fost condamnată la 10 ani de detenție.
A fost trimisă să-și ispășească pedeapsa în diferite lagăre din Uniunea Sovietică. În total, a fost purtată prin 14 lagăre, dintre care cel mai cumplit a fost lagărul din Vorkuta, la nord de cercul polar arctic, în partea de N-E a Siberiei.
Deși în perioada 1945-1953 și-a ispășit în întregime pedeapsa cu închisoare la Vorkuta, i s-a stabilit în continuare domiciliu obligatoriu în aceeași localitate, astfel că abia în septembrie 1959 a putut părăsi Uniunea Sovietică și a emigrat în Republica Federală Germania. 
După întoarcerea din URSS, timp de trei ani Albertine Hönig a lucrat la manuscrisul singurei sale cărți, în care descrie ororile vieții din lagăr. Cartea a apărut în 1961 în seria publicată de Bundeszentrale für Heimatdienst deoarece, în condițiile destinderii relațiilor între Est și Vest, nu a fost acceptată de nici o editură privată. 
Cartea autoarei Albertine Hönig a apărut și în România, în limba germană, în 1995 la editura ADZ din București.

## Scrieri
- Leben in Workuta. Fünfzehn Jahre Entbehrungen und Hoffnungslosigkeit, Schriftenreihe der Bundeszentrale für Heimatdienst, Bonn 1961.
- Der weite Weg oder Das Buch von Workuta, Editura ADZ, București, 1995, ISBN-10: 973-96022-4-X / 973960224X; ISBN-13/EAN: 9789739602242 [5]